# Banshee (achtbaan)
Banshee is een omgekeerde achtbaan in het Amerikaanse attractiepark Kings Island. De achtbaan heeft een topsnelheid van 109 km/u en heeft 7 inversies. De hoogte is 51 meter. Een rit in deze achtbaan duurt 2 minuten en 40 seconden. Deze achtbaan is gemaakt door de fabrikant Bolliger & Mabillard en werd in 2014 geopend. De achtbaan staat op de plek van de gesloopte Son Of Beast.